# Pirrolina-5-carbossilato reduttasi
La pirrolina-5-carbossilato reduttasi è un enzima appartenente alla classe delle ossidoreduttasi, che catalizza la seguente reazione:
L-prolina + NAD(P)+ ⇄ 1-pirrolina-5-carbossilato + NAD(P)H + H+
L'enzima riduce anche la 1-pirrolina-3-idrossi-5-carbossilato a L-idrossiprolina.